# Спортивная гимнастика на летних Олимпийских играх 1980 — разновысокие брусья
Разновысокие брусья - одна из 6 дисциплин спортивной гимнастики среди женщин на летних Олимпийских играх 1980. Квалификация состоялась 21 и 23 июля. Финал состоялся 25 июля. Соревнования проходили во дворце спорта "Лужники".

## Медалисты
| Золото          | Серебро               | Бронза              |
| Макси Гнаук ГДР | Эмилия Эберле Румыния | Мелита Рюн Румыния  |
| Макси Гнаук ГДР | Эмилия Эберле Румыния | Мария Филатова СССР |
| Макси Гнаук ГДР | Эмилия Эберле Румыния | Штеффи Кракер ГДР   |

## Результаты

### Квалификация
62 гимнастки участвовали в квалификации, которая проходила 21 и 23 июля. Обладательницы первых 36 мест в квалификации вышли в финал, который прошёл 25 июля. От одной страны в финал проходят не более 2 гимнасток. Очки из квалификации учитываются в финале.

### Финал
| Rank | Гимнастка             | Оценка за трудность | Оценка за исполнение | Квалификация | Финал | Результат |
| ---- | --------------------- | ------------------- | -------------------- | ------------ | ----- | --------- |
|      | Макси Гнаук ГДР       | 9.950               | 10.000               | 9.975        | 9.900 | 19.875    |
|      | Эмилия Эберле Румыния | 9.900               | 10.000               | 9.950        | 9.900 | 19.850    |
|      | Штеффи Кракер ГДР     | 9.850               | 9.900                | 9.875        | 9.900 | 19.775    |
|      | Мелита Рюн Румыния    | 9.850               | 9.900                | 9.875        | 9.900 | 19.775    |
|      | Мария Филатова СССР   | 9.850               | 9.900                | 9.875        | 9.900 | 19.775    |
| 6    | Нелли Ким СССР        | 9.900               | 9.850                | 9.875        | 9.850 | 19.725    |